# Hakon Holm
Hakon Holm, född 21 januari 1906 i Colonia, Paraguay, död 24 juni 1976, var en dansk författare och poet.
Hakon Holm föddes av danska föräldrar i Paraguay. Fadern dog när han var elva år och han flyttade tillsammans med sin mor till Danmark 1919. Han avlade studentexamen vid Efterslægtselskabets skole 1926 och företog sedan resor till Frankrike, Tyskland, Italien och övriga Skandinavien. Hans författardebut kom 1932 med diktsamlingen Crucifixet, som är en skildring av Paraguay, liksom berättelsen Loven från 1933. Diktsamlingarna Forfatter paa Trapperne och Har ingen Interesse (båda 1933) var båda framgångar och följdes av romanerna Frihed, Lighed og Levebrød eller Rottefængeren (1934) och Susanne stod for Raadet (1935). Därefter följde diktsamlingarna Digter paa Jorden (1937), Elskede (1938), Muse (1939) och Min (1940). Därefter gick han in i en ny period, som kännetecknades av dikter med utgångspunkt i bibliska berättelser. Det gällde diktsamlingar som Profeterne (1943), Jahve (1944) och Kristus I-II (1944-1945). Han behandlade också samtidens politiska frågor i essäerna Ene mod tiden (1961), Atomtidens salmer I-VII (1967) och Hvad er sandhed (1967). Han gav även ut diktsamlingarna Hymne til Danmarks Frihedskæmpere (1945) och Kaj Munks sidste Prædiken (1945) som en hyllning till den danska motståndsrörelsen under andra världskriget respektive prästen Kaj Munk. Övriga diktsamlingar var Troen (1948), Fru Foraar (1949) och Spanien (1954).
Holm tilldelades Holger Drachmann-legatet (1935), Emma Bærentzens Legat (1941), Sophus Michaëlis' Legat (1944) och Selskabet for de skiønne og nyttige Videnskabers Pris (1946). Från 1946 tilldelades han dessutom ett årligt statligt belopp.